# Православная богословская энциклопедия
Правосла́вная Богосло́вская энциклопе́дия, и́ли Богосло́вский энциклопеди́ческий слова́рь, содержа́щий в себе́ необходи́мые для ка́ждого све́дения по всем важне́йшим предме́там богосло́вского зна́ния в алфави́тном поря́дке — специализированная энциклопедия на русском языке, издававшаяся в Российской империи с 1900 по 1911 год как приложение к журналу «Странник». Первое в Российской империи энциклопедическое издание подобного рода. Всего было выпущено 12 томов. Тома с первого по пятый были изданы под редакцией профессора А. П. Лопухина, с шестого по двенадцатый — под редакцией профессора Н. Н. Глубоковского. Издание осталось незавершённым.
Энциклопедия содержит материалы по различным вопросам православного богословия (основного, догматического и нравственного), библеистики, церковной археологии, церковной истории, канонического права и церковно-приходской практики, литургики, агиологии, а также философии и педагогики «в пунктах соприкосновения их с православием».
В общей сложности в написании статей приняло участие более 230 авторов из числа выпускников и преподавателей православных духовных академий и семинарий (докторов богословия, церковной истории и церковного права, магистров богословия), преподавателей Казанского, Московского, Новороссийского, Харьковского и Юрьевского (Дерптского) университетов и чиновников Духовного ведомства.

## История
Энциклопедия издавалась в типографии А. П. Лопухина в Санкт-Петербурге. Объём каждого тома составлял около 600 страниц. За образец для энциклопедии была использована протестантская энциклопедия Realenzyklopädie für protestantische Theologie und Kirche, выходившая с 1896 года третьим изданием. В первом томе указано, что энциклопедия в десяти томах. Предполагалось, что каждый том будет по 30—35 листов, а всё издание хотели завершить к 1905 году. Однако из-за того, что статей было много и объём статей был большим, энциклопедия выпускалась медленнее намеченных сроков, и количество томов увеличилось.
22 августа 1904 года А. П. Лопухин скончался. 14 октября 1904 года редактором и цензором «Православной Богословской Энциклопедии» был утверждён профессор Николай Глубоковский. Под его руководством энциклопедия превратилась из издания, предназначавшегося прежде всего для сельского духовенства, в подлинно научное. Сам Глубоковский поместил в это издание более двадцати своих статей, не считая многочисленных дополнений, всего свыше ста страниц текста.
Рецензии на выходившие тома регулярно помещали на своих страницах русские и иностранные богословские журналы: Revue d'Histoire Ecclésiastique, Slavorum litterae Theologicae, Časopis katoického duchvenstva, Theologisches Literaturblatt, Échos d'Orient, La Civiltà Cattolica. Отдельные статьи были переведены на английский, новогреческий, болгарский языки.
Издание Православной Богословской Энциклопедии прервалось на XII томе («Книги символические — Константинополь»), вышедшем осенью 1911 года. Основными причинами прекращения издания стали финансовые затруднения издателя Степана Артемьева, а также, по мнению рецензентов, отсутствие поддержки со стороны общественности, в том числе православного духовенства. Так, отмечалось: «Среди нашего более чем безбедного епископата не нашлось никого, кто пожелал бы поддержать общеполезное дело. Зато оказалось немало охотников давить Энциклопедию и редактора».
В то же время сам же Глубоковский не останавливал свою работу над энциклопедией — и в августе 1916 года был назначен Издательским советом Святейшего правительствующего Синода «редактором-руководителем» издания, а подготовка XIII тома продолжалась вплоть до лета 1917 года. Был подготовлен к печати тринадцатый том, который так и не был издан.

## Наследие
В Отделе рукописей Российской национальной библиотеки в фонде Н. Н. Глубоковского хранятся (Ф. 194. Оп.2. № 186—1104) подлинники статей (рукописи и машинопись), с которых был осуществлён набор VI—XII томов. Неопубликованная часть материалов ПБЭ состоящая из девяти папок, содержащих около тысячи статей с редакторскими отметками Глубоковского, находится на хранении в Российском государственном историческом архиве (РГИА, Ф. 834. Оп. 4. № 460—468).
При подготовке к изданию Православной энциклопедии в 1996—1997 годы представители Церковно-научного центра «Православная энциклопедия» рассчитывали, что в научном плане смогут опереться на незаконченную «Православную богословскую энциклопедию», однако к 1999 году стало окончательно понятно, что сведения, приведённые в энциклопедии Глубоковского и Лопухина, несмотря на их высокую научную ценность, сильно устарели.
24 марта 2016 года Патриарх Кирилл, выступая на презентации 37-го, 38-го, 39-го и 40-го томов Православной энциклопедии отметил: «В прошлом году мы преодолели в каком-то смысле роковую черту — букву „К“. Почему роковую? Потому что до революции уже издавалась православная энциклопедия, которая дошла до статьи „Константинополь“, но в связи с печальными историческими событиями — войной, а затем революцией — это издание остановилось. Так вот, на 41-м томе мы перешли роковую черту и приступили к букве „Л“. Впереди ещё много работы и много значимых дат».